# Adam Joachim Sander
Adam Joachim Sander (* um 1720 in Stettin; † 1769) war ein deutscher Kommunaljurist. Er war von 1751 bis zu seinem Tode Oberbürgermeister von Stettin.
Sein Vater war Jurist in Stettin, sein Bruder Johann Heinrich Sander (* um 1722) wurde ebenfalls Jurist.
Adam Joachim Sander studierte ab 1735 Rechtswissenschaften zunächst an der Universität Göttingen und dann ab 1736 an der Universität Halle. Er wurde 1739 Rechtsanwalt („Advokat“) bei der Pommerschen Regierung in Stettin und erhielt den Titel eines Hofrats.
1741 wurde er Senator der Stadt Stettin. 1751 wurde er, als Nachfolger von Carl Ludwig Hübner, städtischer Landrat und Oberbürgermeister von Stettin. Er blieb im Amt bis zu seinem Tode 1769. Sein Nachfolger wurde Johann David Blindow.